# التهاب الجلد الدرهمي
التهاب الجلد الدرهمي أو الاكزيما النمية معجم الأمراض وعلاجها: أول معجم شامل بكل مصطلحات الأمراض المتداولة في العالم وتعريفاتها. دار أسامة للنشر والتوزيع، 2010. طباعة.</ref> (بالإنجليزية nummular eczema).(المعروف أيضا باسم أكزيما القرصية (Discoid Eczema)، أو "الأكزيما الميكروبية"(Microbial eczema)، وأيضا يعرف باسم "التهاب الجلد العصبي القرصية (Nummular neurodermatitis).وهو مرض مزمن (طويل الأجل), يظهر على شكل طفح جلدي على الجلد يأخذ شكل أقراص حمرأء شكل عملة (ومن هنا جائت التسمية درهمي), وأيضا على شكل لويحات من الأكزيما – التي يمكن أن تؤثر على أجزاء مختلفة من الجسم، ولكن في المقام الأول يكون تأثيرها على أسفل الساقين، اليدين والساعدين، وأحيانا الجذع. ويكون الالتهاب مصحوبا بحكة مزعجة.

## الأسباب
اسباب الإكزيما القرصية مجهولة.كما ان الأكزيما القرصية أو التهاب الجلد الدرهمي، ليس معديا.ويؤكد الخبراء، انه ليس هناك علاقة بين الحساسية الغذائية والالتهاب. بل إنه مجرد شروط جلدية معينة ادت إلى حدوث الالتهاب.بعض الشروط المسببة هي:
1-إصابة رضية صغيرة بالجلد مثل عضة حشرة أو الحرق قد تتسبب بدايتها.و قد تُسَمَّى «إكزيما الدوالي» عندما تأخذ مسار دوالى أوردة الساق وتسبب الإكزيما الجاذبة.
2-الحساسية المفرطة إلى البكتيريا على الجلد تسبب في البقع المغطّاة بجلبة.
3-البشرة الجافّة في أشهر الشّتاء يمكن أن تسبب في ظهور بقاع مستديرة جافة غير مثيرة للحكّة.
يمكن أن تؤثر على أيّ جزء من الجسم خصوصًا الساق. تظهر بقعة واحدة أو بقع كثيرة وقد تستمر لأسابيع أو لأشهر. أغلبيّة البقع مستديرة أو بيضاويّة، لذا الاسم «التهاب الجلد القرصي أو الدرهَمى» الذي يعني على شكل العملة المعدنيّة أو شكل القرص. وقد يصل حجمها إلى عدّة سنتيمترات عرضًا، أوتكون بصُغر ملليمترَين. الجلد بين البقع يكون طبيعياً عادةً، لكنّه قد يكون جافّ وسريع التَهَيّج. الإكزيما القرصية قد تكون مثيرة للحكّ جدًّا أو بالكاد ملحوظة. عندما تنقشع البقع، قد تترك علامات أغمق أو أبهت من لون الجلد السليم لمدّة بضعة أسابيع أو أشهر. قد تُجرَى أحياناً اختبارات الرقعة للحساسية patch tests للكشف إذا كان الالتهاب الجلدى سببه التحسس التلامسىّ؛ غالبًا لا يمكن إيجاد أيّ حساسية معيّنة. لا تتأصّل الإكزيما القرصية في العائلات، وبخلاف التهاب الجلد التحسُسى الوراثى (أتوبيك), فإنّها غير مرتبطة بالرّبو. لا تنشأ عن حساسية من الأطعمة. وهي مُعدية للآخرين في حالات نادرة وبالاخص إذا كان تماس مباشر أو علاقات جنسية أو نفس الطبيعة الجلدية، بالرّغم من أنها قد تُصاب أحياناً بعدوى ثانويّة بكتيرية.

## العلاج
يوجد طرق كثيرة لعلاج التهاب الجلد الدرهمي، وهذه الطرق هي:
- - الستيرويد الموضعى: وهي كريمات أو مراهم مضادة للالتهاب متاحة عن طريق وصفة طبية (الرّوشتّة), قد تزيل الإكزيما وتقلّل التهَيُج. المنتجات الأقوى فاعلية تطبق على البقع مرة أو مرتين فقط يوميًّا لمدّة حوالي 15 يوم. وقد تكرر من وقت إلى آخر. الستيرويد البسيط الفاعلية مثل هيدروكورتيزون آمنة للاستعمال اليومي إذا لزم الأمر.
- -الستيرويد الشامل: الستيرويد عن طريق الفم أو بالحقن يُحْجَز لحالات الإكزيما الدرهمية الشّديدة والواسعة الانتشار. وعادةً يكون الستيرويد الشامل ضروريّاً فقط لأسابيع قليلة، وأيّ التهاب جلدى باقي يمكن أن يُعَالَج بفاعلية بكريم الستيرويد والكريمات المُلطِفة.
- الكريمات الملطفة: تتضمن زيوت الاستحمام، بدائل الصابون والكريمات المرطبة. ويمكن استعمالها على الالتهاب الجلدى عند اللزوم لتخفيف الحكّة، التقشر والجفاف. الكريمات يجب أن تُسْتَخْدَم على الجلد الغير متأثر أيضًا لتقليل الجفاف. وقد تحتاج إلى تجربة عدّة منتجات مختلفة لإيجاد المناسب منها. قد يستفيد أشخاص كثيرون من استعمال الآتى: الكريم المائيّ، كريم الجلسرين وسيتوماكروجول، خليط البارافين الأبيض اللين/ البارافين السائل، كريمات دهن الصّوف (اللانولين).
- -المضادات الحيودية: واكثرها شيوعا الفلكلوكساسيلين.وهذه المضادات مهمّة إذا كان التهاب الجلد نازّ، ولزج أو مغطّى بجُلبة. أحيانًا تزول الإكزيما الدرهمية تمامًا بالمضادّات الحيويّة الفميّة، وتعاود فقط عندما يوقف العلاج.

- -مضادات الحساسية: مثل الأقراص المضادة للحساسية، وهي لا تزيل الالتهاب الجلدي ولكنها قد تقلّل من الحكة وخاصة في فترة الليل عند النوم.
- -المعلاجة الضّوئية: المعالجة بالضّوء فوق البنفسجيّ عدّة مرّات أسبوعيّاً يمكن أن تساعد. وقد يستغرق العلاج عدّة أشهر للسيطرة على الإكزيما لكنّه مفيد لعلاج الحالات الأشد إصابة.
- -الوقاية: واهمها: حماية الجلد من الإصابة الرَضِّية. حيث أن هذا النوع من الالتهاب الجلدى كثيرًا ما يبدأ بإصابات جروح جلدية صغيرة، احم كلّ جلدك بعناية. إذا كانت الأيدي متأثرة، استخدم القفّازات والأدوات للتأكُد أن الجلد غير مُتَهَيِّج بسبب الاحتكاك، المنظّفات، المذيبات، الموادّ الكيميائيّة الأخرى أو الماء المُفرط.

الإكزيما الدرهمية يمكن السيطرة عليها عادةً بالإجراءات السابقة الذِكر، بالرّغم من أنّ لديها الميل للمعاودة عندما يوقف العلاج. تأكّد من أن الجلد يظل دائماً جيد الترطيب ومحمِى من الإصابات والجروح. وفي النّهاية، الالتهاب الجلدى ينقشع تمامًا.

## وصلات خارجية
- Discoid Eczema at Allergy UK
- http://hardinmd.lib.uiowa.edu/dermnet/eczema6.html
- http://library.med.utah.edu/kw/derm/pages/desy_23.htm
- http://www.dermnet.com/Eczema-Nummular/ - Photo gallery on dermnet.com